# Antocha hirtipes
Antocha hirtipes är en tvåvingeart som beskrevs av Evgenyi Nikolayevich Savchenko 1971. Antocha hirtipes ingår i släktet Antocha och familjen småharkrankar. Inga underarter finns listade i Catalogue of Life.